# Aratea di Leida

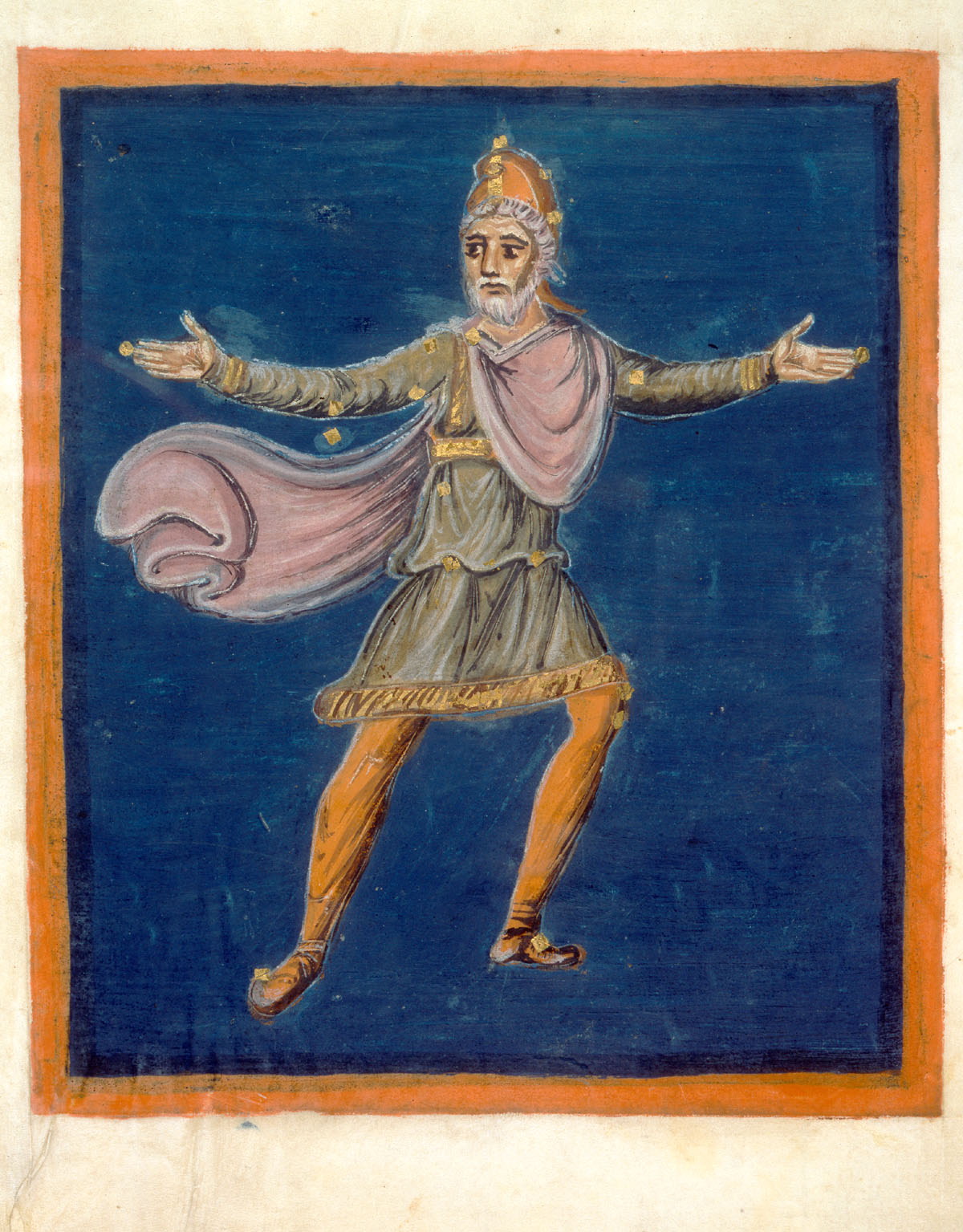
La rappresentazione della costellazione di Cefeo del codice Aratea

Gli Aratea di Leida (classificazione Voss. lat. Q 79) sono un codice miniato carolingio datato al primo terzo del IX secolo, redatto presumibilmente su commissione di Ludovico il Pio. Il manoscritto contiene il testo dei Phaenomena di Arato di Soli, nella traduzione latina di Germanico.

## Storia

### Il testo deiPhaenomenadi Arato
I Phaenomena sono un poema didascalico che descrive nomi e posizioni dei corpi celesti e miti ad essi associati. Il trattato ebbe grande diffusione nel mondo antico, e fu oggetto di numerose traduzioni a opera di autori latini. La prima versione fu redatta da Cicerone intorno all'80 a.C., una seconda traduzione fu realizzata da Germanico, una terza, più estesa delle precedenti, è attribuita a Rufio Festo Avieno. È principalmente la traduzione di Germanico ad essere utilizzata per gli Aratea di Leida, ma sono presenti brevi interpolazioni e frammenti provenienti dalla traduzione di Avieno. Gli Aratea furono inoltre copiati, intorno all'anno 1000, in altri due manoscritti, probabilmente entrambi realizzati presso l'abbazia di San Bertino.

### La storia del codice di Leida
La copia di età carolingia riproduce fedelmente, tanto nello stile delle illustrazioni quanto nella scrittura, oltre che nella forma stessa del codice, il manoscritto originale del tardo impero romano, di cui si è perduta ogni traccia. D'altro canto la biblioteca di corte carolingia non sopravvisse oltre il IX secolo, e molti dei suoi preziosi manoscritti giunsero in Inghilterra e in altre zone d'Europa. Gli stessi Aratea di Leida passarono di proprietà, ed erano probabilmente giunti nella bottega di qualche artista o artigiano quando, nel 1573, furono acquistati, a Gand, da Jacob Susius, umanista e filologo. Il testo fu poi posseduto da Ugo Grozio, che ne pubblicò un'edizione intitolata Syntagma Arateorum, Opus poeticae et astronomiae utilissimun nel 1600, a Leida. Dopo la morte di Grozio, la vedova vendette in blocco l'eccezionale biblioteca del marito a Cristina di Svezia. Dopo essere entrati a far parte della biblioteca della regina, gli Aratea passarono ancora di proprietà, acquisiti da Isaak Vossius, accademico e collezionista, per alcuni anni bibliotecario di corte di Cristina di Svezia. Alla sua morte, nel 1690, il manoscritto fu infine venduto all'Università di Leida, assieme agli altri volumi della sua collezione.

## Descrizione
Il codice è composto da 99 fogli di pergamena di 225 per 200 mm. Il testo degli Aratea, scritto in capitale rustica, è accompagnato da 39 miniature a tutta pagina, tutte sul verso dei fogli. Le illustrazioni che compongono l'opera sono di grande importanza per la comprensione delle conoscenze astronomiche dell'alto Medioevo. A tal proposito è utile esaminare la particolare miniatura del folio 93v, nella quale il sistema planetario viene rappresentato con al centro la Terra attorno alla quale orbitano la Luna, Marte, Giove, Saturno e il Sole. Particolare è la descrizione delle orbite di Mercurio e di Venere che girano eccezionalmente per le concezioni astronomiche del tempo attorno al Sole, concetto che trovava riscontro nell'opera di Marziano Capella. Nel cerchio più esterno sono raffigurate le stelle fisse intervallate dai dodici mesi.
Lungo le orbite dei pianeti sono riportati, in minuscola carolingia, versi tratti dalla Naturalis Historia di Plinio il Vecchio.  Il calcolo della proiezione della volta celeste rappresentata fa risalire la data di quel cielo al 18 marzo 816.

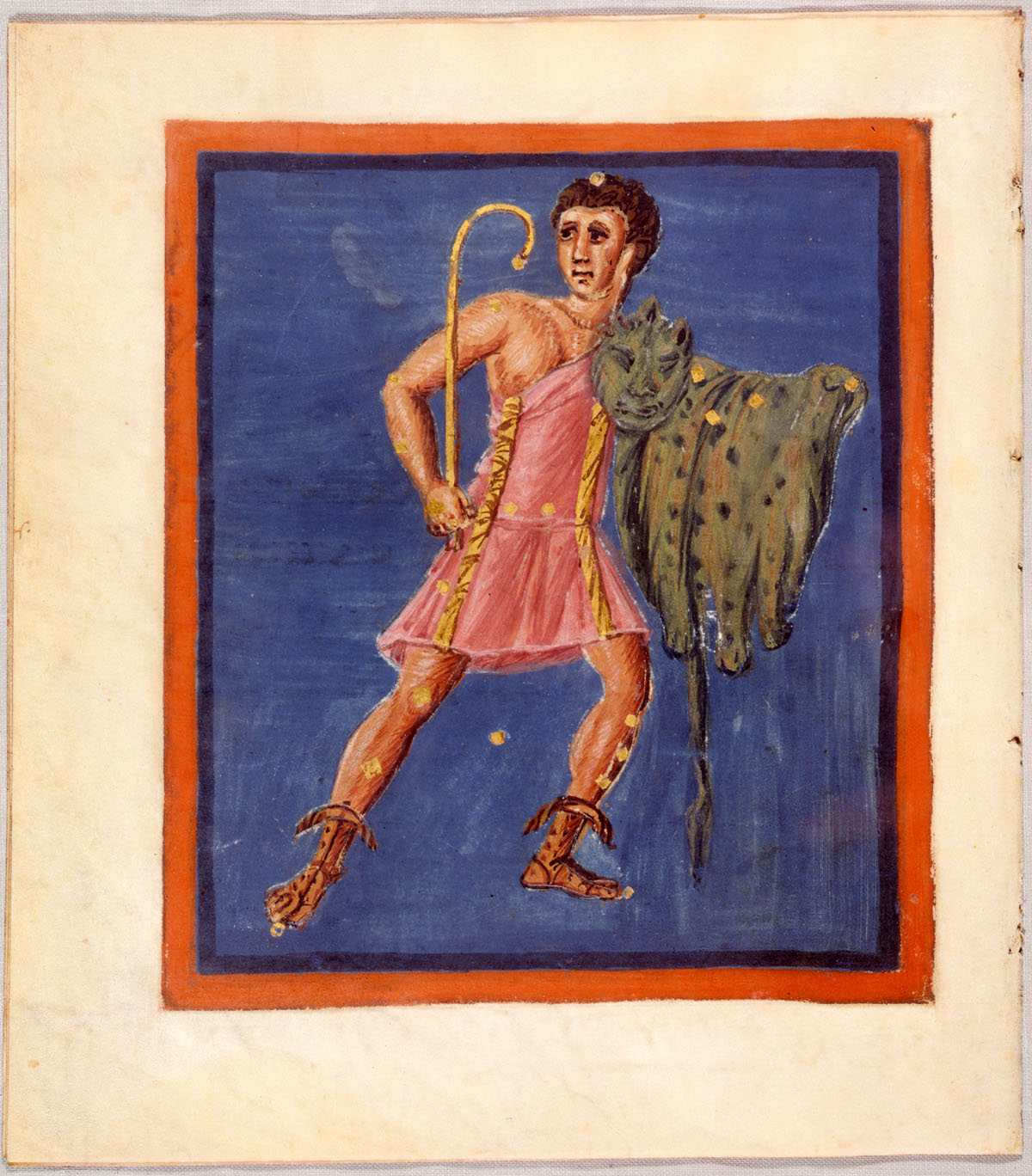
Hercules
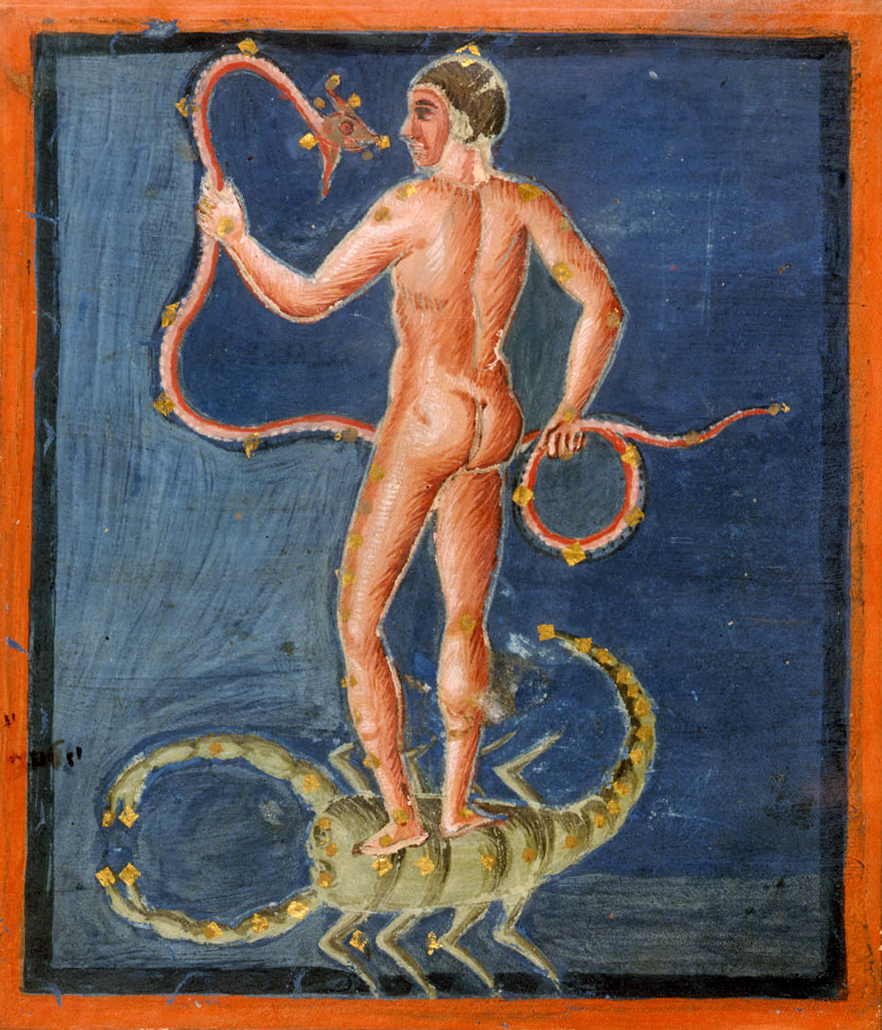
Ophiuchus, Serpens & Scorpio
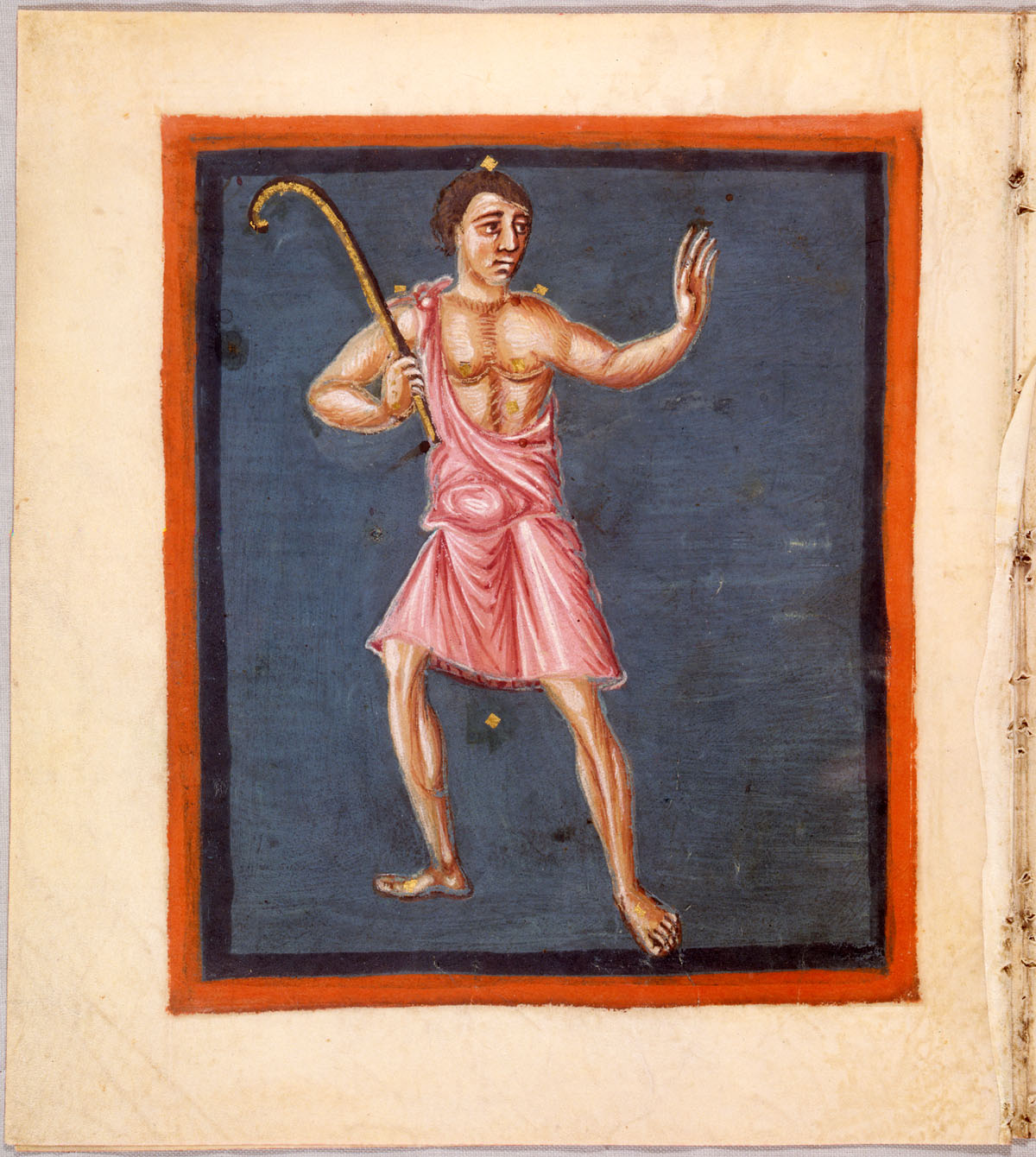
Boötes
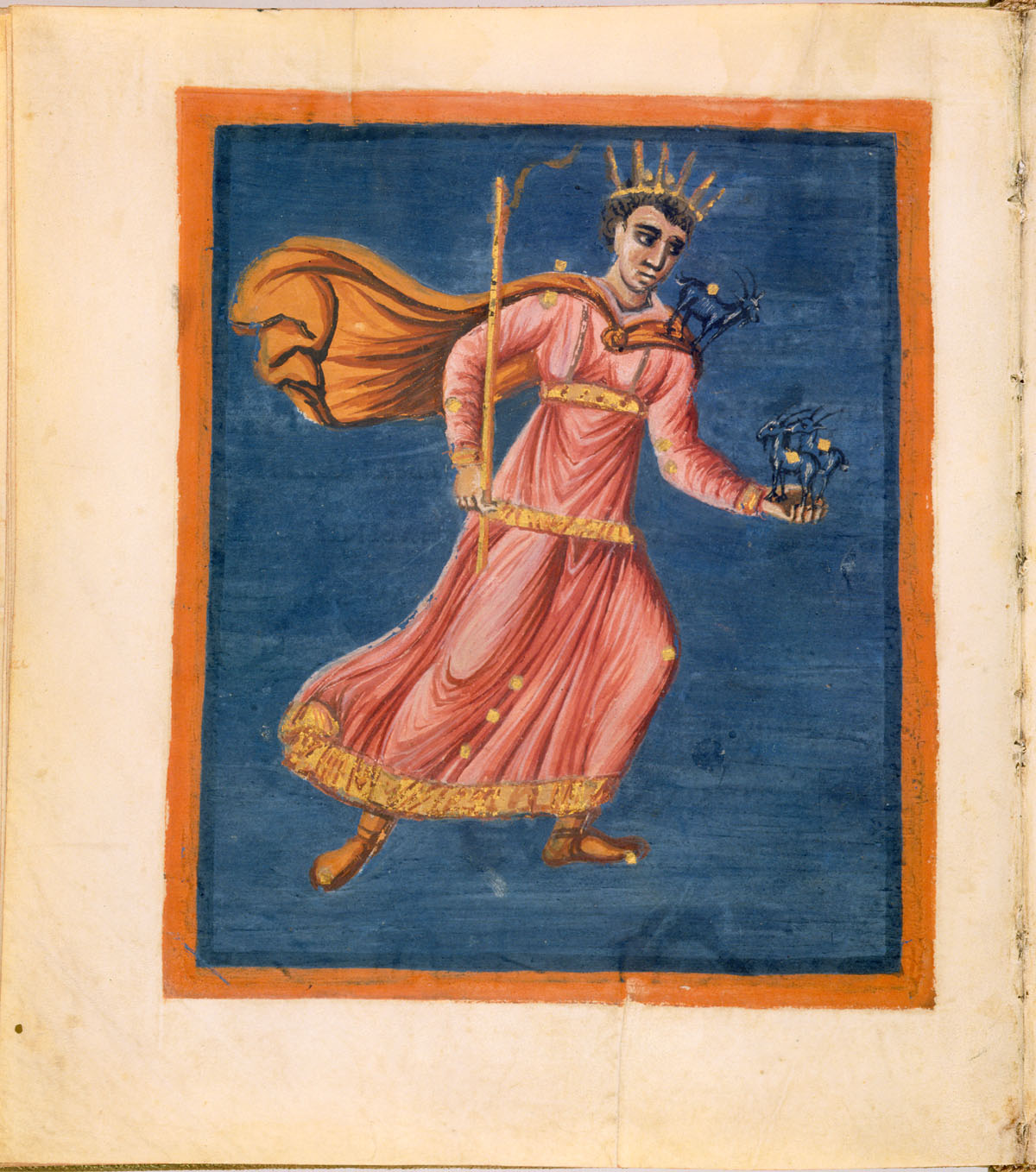
Auriga
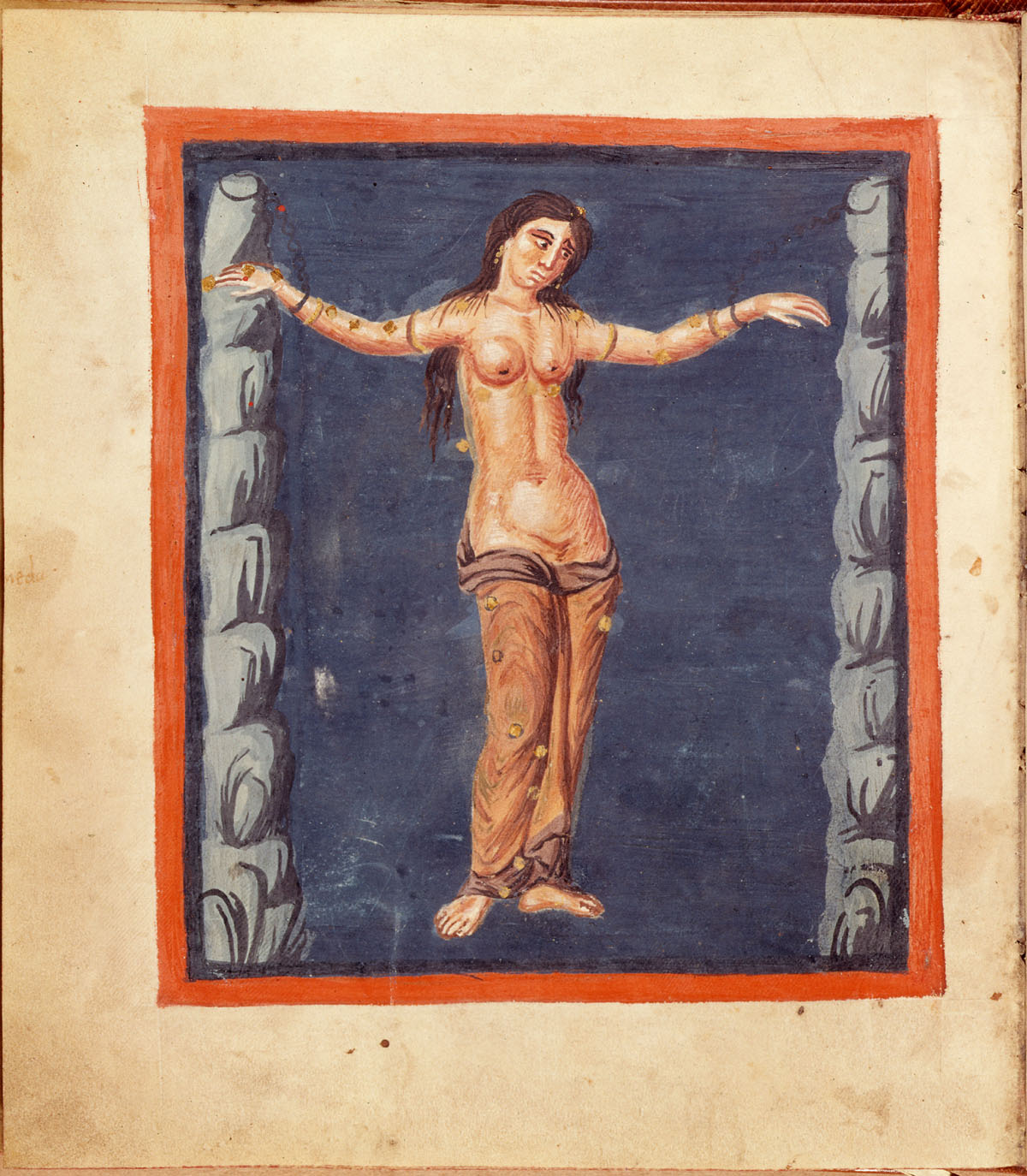
Andromeda
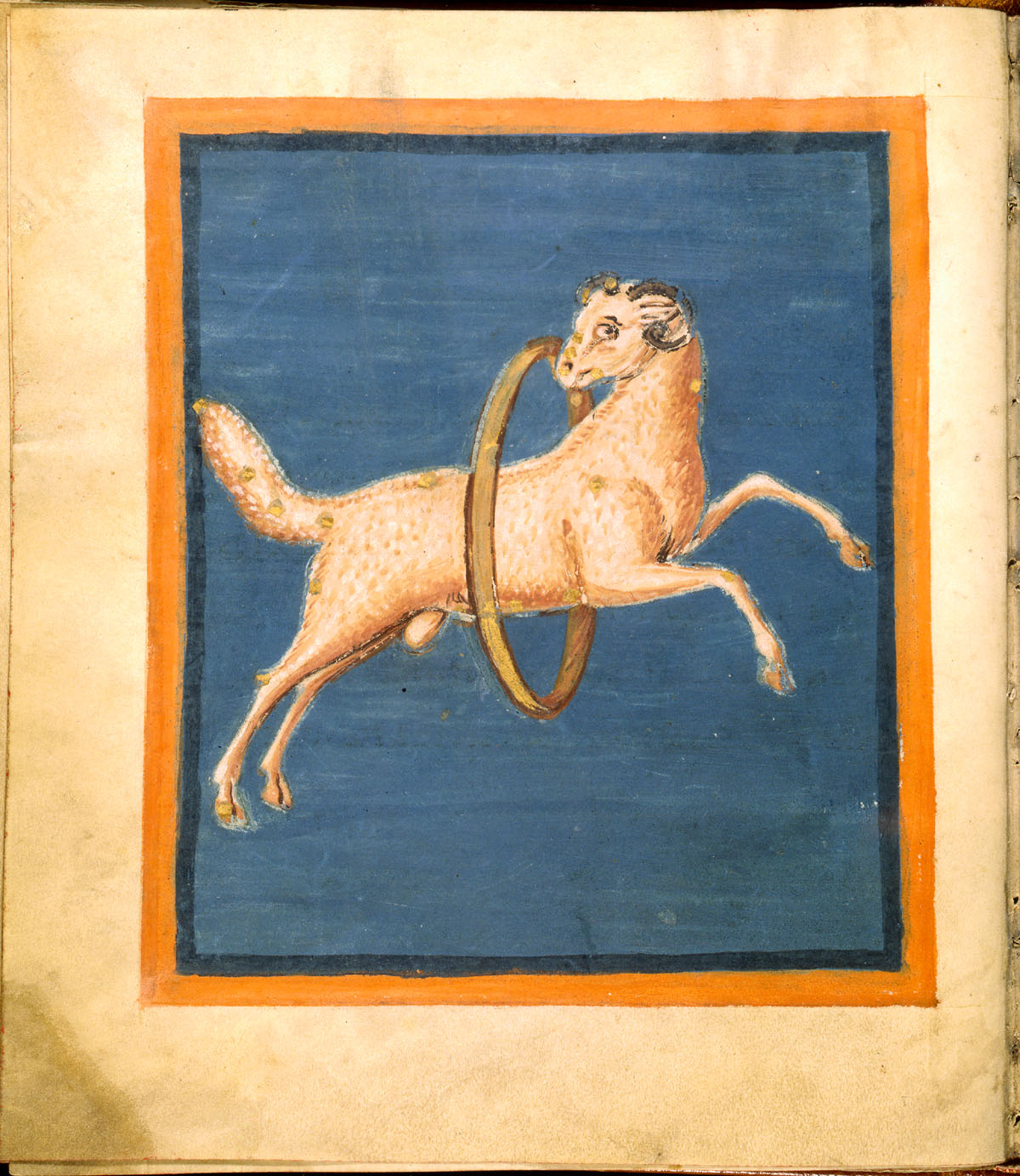
Aries